# Добрий Абрам Юрійович

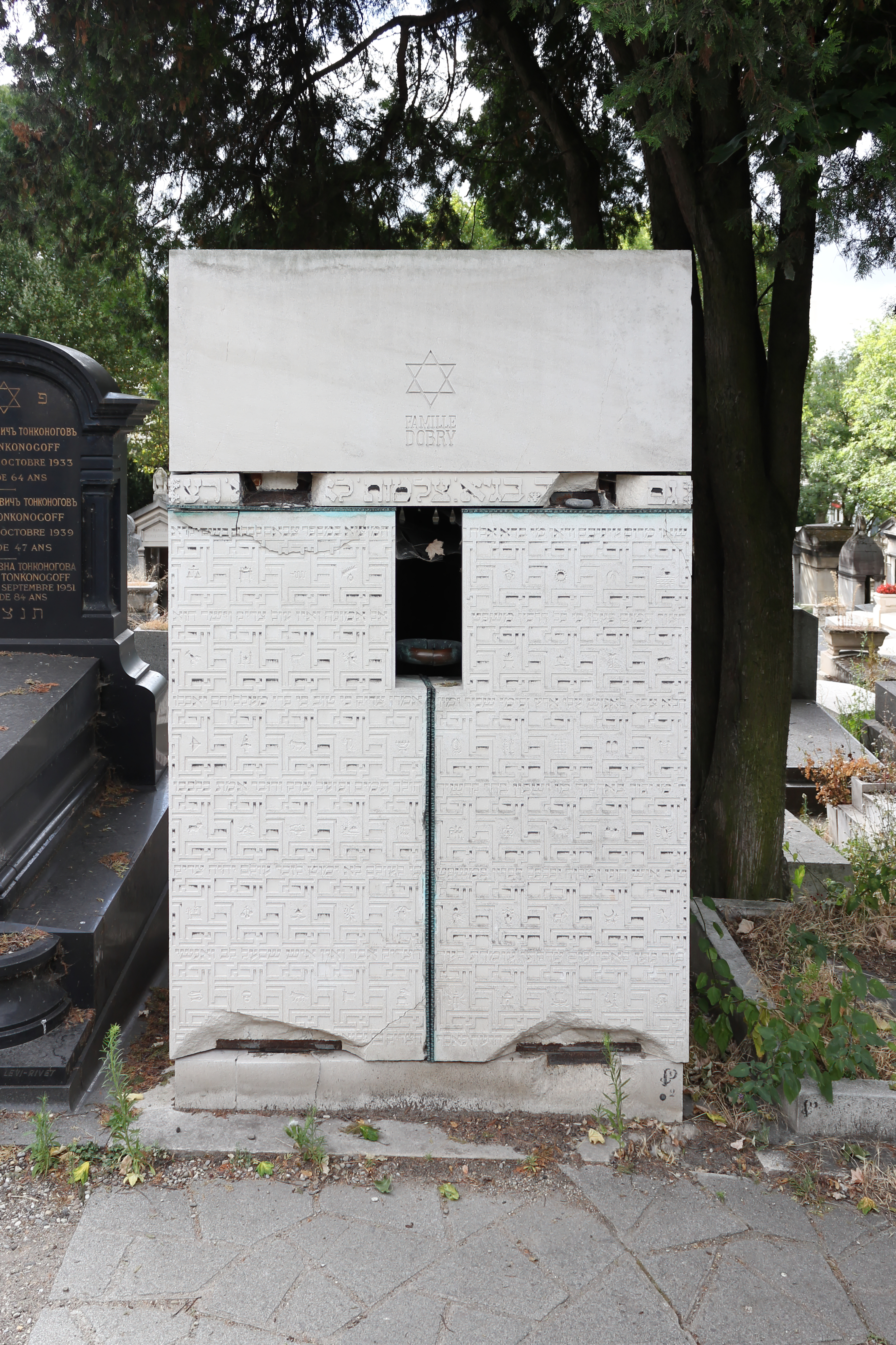
Ділянка сім'ї Добрих на цвинтарі Пер-Лашез у Парижі.

Добрий Адам, Абрам Урійович, Юрійович (1867, Київ, Російська імперія — 1936, Париж, Франція) — український цукрозаводчик, фінансист, банкір. Керівник відділення Російського для зовнішньої торгівлі банку у Києві, член фінансової комісії, яка провадила переговори про укладання торгового договору між УНР та Німеччиною. Його арешт (викрадення) і таємне вивезення до Харкова в квітні 1918 року за дорученням Генерального секретаря внутрішніх справ Української Центральної Ради Михайла Ткаченка спричинили конфлікт між Центральною Радою і німецьким командуванням в Україні.

## Біографія
Потомствений почесний громадянин Києва. Керівник відділенням Російського для зовнішньої торгівлі банку в місті Києві, член Ради банку. Член правління Всеросійського товариства цукрозаводчиків. Директор Товариства Артемівського бурякоцукрового заводу, Олександрівського товариства цукрових заводів, Товариства Кашперівського бурякоцукрового заводу, Корюківського цукрового заводу, Мезенівського бурякоцукрового заводу.
У 1916 році підозрювався у співпраці зі спецслужбами Німеччини. Того ж року російська військова контррозвідка заарештувала його у так званій справі «спекулянтів-цукрозаводчиків», але завдяки втручанню Григорія Распутіна його згодом звільнили. Очолюване ним Київське відділення Російського для зовнішньої торгівлі банку обслуговувало з 1918 року німецькі війська в Україні, а також здійснював спекулятивні фінансові операції у своїх інтересах та інтересах клієнтів, зокрема на користь Німеччини.
Згідно з мемуарами Володимира Орлова (одного з ініціаторів та фальсифікаторів справи «спекулянтів-цукрозаводчиків», яка призвела до арешту) спекулятивні операції переслідували мету роздути ціни на продовольство та інші товари першої необхідності, викликавши таким чином невдоволення серед громадян.
В Українській Народній Республіці А. Добрий співпрацював з Німеччиною (союзником УНР за Брест-Литовським мирним договором). Як член україно-німецько-австро-угорської фінансової комісії брав участь у переговорах про укладання торговельного договору між УНР, Німеччиною та Австро-Угорщиною.

## Викрадення під виглядом арешту
24 квітня 1918 року частина членів уряду Української Народної республіки, об'єднана в таємну організацію «Комітет порятунку України» арештували (фактично викрали) А. Доброго. Жоден компетентний орган УНР не приймав рішення про арешт А. Доброго.
19 травня 1918 р. (після повалення Центральної Ради, ліквідації УНР та проголошення Української Держави), у газеті «Киевская мысль» з цього приводу з'явилося офіційне повідомлення попереднього розслідування німецької слідчої комісії. У ньому зазначалося, що до змови щодо викрадення й вивезення за межі Києва Доброго були причетними міністр військових справ УНР Олександр Жуковський, Генеральний секретар внутрішніх справ Української Центральної Ради Михайло Ткаченко, а фактичним організатором акції виступив директор Адміністративно-політичного департаменту Міністерства внутрішніх справ УНР Ю. Гаєвський.
А. Доброго було викрадено зі своєї квартири по вулиці Велика Житомирська, 8а, та таємно вивезено до Харкова. Безпосереднім виконавцем викрадення був колишній керівник київської міської розшукової поліції Микола Красовський. У Харкові А. Доброго тримали у готелі. У Харкові на вимогу викрадачів А. Добрий підписав чек на суму 100 тис. карбованців. Підкупивши охорону, Добрий зміг повідомити німців про своє викрадення та про місцеперебування та завдяки їм був звільнений.
Ця подія спричинила втручання командування німецьких сил. 26 квітня 1918 року Г. фон Айхгорн підписав наказ, за яким окремі кримінальні злочини на території України підлягали юрисдикції німецьких військово-польових судів. Німецьке слідство кваліфікувало події як викрадення заможної людини з метою отримання викупу. В офіційному повідомленні вказувалося, що у змові взяли участь троє осіб — міністр внутрішніх справ М. Ткаченко, голова уряду В. Голубович та очільник військового відомства О. Жуковський. Останній пізніше доводив свою непричетність до справи А. Доброго, оскільки лише виконував прохання М. Ткаченка про надання охорони та залізничного вагона, і тільки після того, як події набули розголосу, зрозумів, що до них причетне Міністерство внутрішніх справ.

## Після інциденту
Після гетьманського перевороту (29 квітня 1918 року) А. Добрий очолив Фінансовий комітет при Міністерстві фінансів Української Держави. Пізніше, у 1920 році емігрував до Парижа, де був відомим меценатом. У Франції він, поміж іншим, очолював Товариство допомоги російським євреям, був членом Ради Російського торговельно-промислового і фінансового союзу.
Помер у французькій столиці 1936 року. Похований на цвинтарі Пер-Лашез, де знаходиться сімейна ділянка сім'ї Добрих. Був одружений з Любовю Барац, сестрою відомого адвоката Леона Бараца (1871—1961). Після смерті дружини Доброго у 1958 р. картини перейшли у спадок її брату, який у 1962 р. передав частину колекції Лувру.